# Danuta Polewska
Danuta Polewska z domu Adamarek (ur. 30 grudnia 1971 w Gliwicach) – polska spadochroniarka, zawodniczka Aeroklubu Gliwickiego, członek organu nadzoru VII Oddziału Związku Polskich Spadochroniarzy w Katowicach.

## Działalność sportowa
Działalność sportową Danuty Polewskiej podano za: Jan Isielenis, Archiwum Sekcji Spadochronowej Aeroklubu Gliwickiego, s. 1.
Członek Sekcji Spadochronowej Aeroklubu Gliwickiego. Pierwszy skok wykonała 14 kwietnia 1991, z samolotu An-2, metodą: „Na linę” ze spadochronem typu: ST-7, po ukończeniu podstawowego kursu spadochronowego w Aeroklubie Gliwickim. W 1991 uzyskała III klasę spadochronową, w 1991 II klasę, a w 1993 I klasę.
Posiada uprawnienia do:
- wykonywania samodzielnych skoków spadochronowych oraz do samodzielnego układania czaszy głównej
- wykonywania skoków na pokazach
- pełnienia funkcji wyrzucającego z pokładu statku powietrznego
- samodzielnego organizowania skoków
- skoków w terenie przygodnym
- wykonywania skoków nocnych
- skoków do wody.

Została członkiem Klubu Tysięczników Aeroklubu Gliwickiego, skupiającego skoczków mających na swoim koncie ponad 1000 skoków. Swój 1000 skok wykonała 29 kwietnia 2000 z samolotu Turbolet L-410. 19 września 2015 wykonała swój 2000 skok ze spadochronem, z samolotu An-2TD SP-AOB, z wysokości 3300 m, w towarzystwie 11. skoczków Sekcji Spadochronowej Aeroklubu Gliwickiego.
Na swoim koncie ma 2298+ wykonanych skoków ze spadochronem.
Członek władz zarządu VII Oddziału Związku Polskich Spadochroniarzy w Katowicach (ZPS), członkini Koła VII Oddziału Związku Polskich Spadochroniarzy działającego przy Aeroklubie Gliwickim, członek komisji rewizyjnej Aeroklubu Gliwickiego. 12 października 2019 wyróżniona została Złotym Medalem „Za Zasługi dla ZPS”.
Życie prywatne:
Ukończyła Politechnikę Śląską na kierunku Geologia Poszukiwawcza. Zamężna z Piotrem Polewskim, skoczkiem i instruktorem spadochronowym w Sekcji Spadochronowej Aeroklubu Gliwickiego.

### Osiągnięcia sportowe
Osiągnięcia sportowe w spadochroniarstwie Danuty Polewskiej podano za: Jan Isielenis, Archiwum Sekcji Spadochronowej Aeroklubu Gliwickiego, s. 2.
- 1995 – 23–25 lutego I Puchar Polski Para-ski – Bielsko-Biała-Szczyrk. Brała udział ekipa Aeroklubu Gliwickiego: Jan Isielenis, Danuta Polewska, Piotr Polweski[8].
- 1995 – 23 września, I Spadochronowe Mistrzostwa Śląska Juniorów w celności lądowania 1995 – Gliwice. Klasyfikacja indywidualna (celność lądowania): V miejsce – Danuta Polewska (211 pkt). Klasyfikacja drużynowa (celność lądowania): II miejsce – Aeroklub Gliwicki I (938 pkt Agnieszka Czajka, Danuta Polewska, Natalia Myrczik)[8].
- 1996 II Puchar Polski Para-ski – Bielsko Biała-Szczyrk. Brała udział ekipa Aeroklubu Gliwickiego: Jan Isielenis, Danuta Polewska i Piotr Polewski[a][8].
- 1997 – 6–8 marca III Puchar Polski Para-ski – Bielsko-Biała. Klasyfikacja indywidualna kobiety (celność lądowania): III miejsce – Danuta Polewska. Klasyfikacja indywidualna kobiety (dwubój – zjazd, celność lądowania): III miejsce – Danuta Polewska[9].
- 1997 – 24–25 maja Międzynarodowe Spadochronowe Mistrzostwa Śląska 1997 – Gliwice. Klasyfikacja indywidualna (celność lądowania – kobiety): II miejsce – Danuta Polewska (0,62 pkt). Klasyfikacja indywidualna (celność lądowania – seniorzy): XII miejsce – Danuta Polewska (0,62 pkt). Klasyfikacja drużynowa (celność lądowania): I miejsce – Aeroklub Gliwicki I (1,36 pkt Danuta Polewska, Agnieszka Czajka, Artur Kuchta).
- 1998 – Zawody o Błękitną Wstęgę Odry – Wrocław. Klasyfikacja indywidualna (kobiety): II miejsce – Danuta Polewska. Klasyfikacja indywidualna ogólna: XVII miejsce – Danuta Polewska[10]. Klasyfikacja drużynowa: II miejsce – Robert Krawczak, Danuta Polewska, Piotr Błażewicz.
- 1998 – 29–31 maja Międzynarodowe Spadochronowe Mistrzostwa Śląska 1998 – Gliwice. Klasyfikacja drużynowa: III miejsce – Danuta Polewska, Piotr Polewski, Artur Kuchta.
- 1998 – I Ogólnopolskie Zawody Spadochronowe Łódź. Klasyfikacja drużynowa: III miejsce – Aeroklub Gliwicki (Danuta Polewska, Jan Isielenis i Bartosz Repka)[11].
- 1998 – 31 grudnia Mikołajkowe Mistrzostwa Wrocławia – Szymanów. W zawodach brała udział Danuta Polewska[12].
- 1999 – XVI Mikołajkowe Międzynarodowe Mistrzostwa Wrocławia – Wrocław. Klasyfikacja indywidualna, kobiety (celność lądowania): II miejsce – Danuta Polewska.
- 2000 – Noworoczne Zawody Spadochronowe – Łódź. Klasyfikacja drużynowa (celność lądowania): III miejsce – Danuta Polewska, Jan Isielenis, Bartłomiej Repka.
- 2000 – 27–28 maja Międzynarodowe Spadochronowe Mistrzostwa Śląska 2000 – Gliwice. Klasyfikacja indywidualna (celność lądowania – kobiety): I miejsce – Danuta Polewska (8 pkt). Klasyfikacja indywidualna (celność lądowania – ogólna): II miejsce – Danuta Polewska (8 pkt). Klasyfikacja drużynowa (celność lądowania): III miejsce – Gliwice (6893 pkt Danuta Polewska, Jan Isielenis, Aleksandra Knapik).
- 2000 – 3 września w miejscowości Piešťany (Słowacja), Danuta Polewska i Jan Szlęk wykonali skok z wysokości 7300 m, z samolotu Turbolet L-410.
- 2000 – III Bystrzyckie Zawody Spadochronowe – Bystrzyca Kłodzka. Kategoria kobiet: I miejsce – Danuta Polewska[13].
- 2000 – 2–3 grudnia XVII Mikołajkowe Mistrzostwa Wrocławia o Puchar Gazety Wyborczej – Szymanów. Klasyfikacja indywidualna (celność lądowania) kobiety: II miejsce – Danuta Polewska (0,38 m). Klasyfikacja drużynowa: II miejsce – G.M.D. (2,46 m Danuta Polewska, Jaromir Bejtkovsky, Jan Krs)[14].
- 2001 – 27–28 maja Międzynarodowe Spadochronowe Mistrzostwa Śląska 2001 – Gliwice. Klasyfikacja kobiet (celność lądowania): I miejsce – Danuta Polewska[15]. Klasyfikacja drużynowa (celność lądowania): V miejsce – Dop-ing Team (645 pkt Aleksandra Knapik, Piotr Potępa, Danuta Polewska).
- 2002 – 1–2 czerwca 2002 roku Międzynarodowe Spadochronowe Mistrzostwa Śląska 2002 – Gliwice. Klasyfikacja indywidualna (celność lądowania – kobiety): III miejsce – Danuta Polewska (300 pkt Aeroklub Gliwicki Bod-y Team). Klasyfikacja drużynowa (celność lądowania): IV miejsce – Aeroklub Gliwicki Bod-y Team (908 pkt Aleksandra Knapik, Danuta Polewska, Bartłomiej Repka).
- 2002 – 21 lipca Ogólnopolskie Zawody Spadochronowe o Puchar Prezydenta Miasta Kalisza – Michałków. Klasyfikacja indywidualna (celność lądowania): V miejsce – Danuta Polewska (1,04 pkt). Klasyfikacja drużynowa (celność lądowania): II miejsce – ZPS Katowice (6,84 pkt Danuta Polewska, Jan Isielenis, Andrzej Naumienia).
- 2002 – Ogólnopolskie Zawody Spadochronowe Ostrów Wielkopolski. Klasyfikacja drużynowa: II miejsce – drużyna w składzie Jan Isielenis, Danuta Polewska i Andrzej Naumienia[16].
- 2003 – IX Puchar Polski Para-ski – Bielsko-Biała. Klasyfikacja indywidualna, dwubój (zjazd i celność): I miejsce – Danuta Polewska.
- 2003 – 7–8 czerwca Międzynarodowe Spadochronowe Mistrzostwa Śląska 2003 – Gliwice. Klasyfikacja drużynowa (celność lądowania): II miejsce – Aeroklub Gliwicki ODA (Agnieszka Czajka, Aleksandra Knapik, Danuta Polewska) (1152 pkt). Klasyfikacja kobiet (celność lądowania): II miejsce – Danuta Polewska (256 pkt).
- 2004 – 29–30 maja Międzynarodowe Spadochronowe Mistrzostwa Śląska 2004 – Gliwice. Klasyfikacja indywidualna, kobiety (spadochrony klasyczne – celność lądowania: I miejsce – Danuta Polewska (6,2 pkt)[17], II miejsce – Krystyna Bielecka (10,2 pkt). Klasyfikacja ogólna (spadochrony klasyczne – celność lądowania): I miejsce – Danuta Polewska (6,2 pkt).
- 2005 – 24–26 marca XI Puchar Polski Para-ski – Bielsko-Biała. Klasyfikacja indywidualna, kobiety (zjazd): II miejsce – Danuta Polewska[9].
- 2005 – 28–29 maja Spadochronowe Mistrzostwa Śląska 2005 i Zawody o Puchar Prezydenta Miasta Knurowa – Knurów/Gliwice. Klasyfikacja indywidualna (celność lądowania – spadochrony klasyczne, Knurów): IX miejsce – Danuta Polewska (3,15 m). Klasyfikacja drużynowa (spadochrony klasyczne, Knurów): IV miejsce – Danuta Polewska, Piotr Budzyna, Marcin Stencel (9,16 m). Klasyfikacja indywidualna (celność lądowania – spadochrony klasyczne, Gliwice): VII miejsce – Danuta Polewska (2,02 m). Klasyfikacja drużynowa (celność lądowania, Gliwice): IV miejsce – Gliwice (Danuta Polewska, Piotr Budzyna, Marcin Stencel 9,16 m).
- 2005 – 2–3 lipca VIII Bystrzyckie Zawody Spadochronowe – Lasówka[b]. Klasyfikacja indywidualna, kobiety: II miejsce – Danuta Polewska (1,51)[18]. Klasyfikacja indywidualna: VIII miejsce (1,51). Klasyfikacja drużynowa: I miejsce – 6. Brygada Powietrznodesantowa wspomagana przez Danutę Polewską (4,23)[19][20].
- 2006 – 9 września Spadochronowe Mistrzostwa Śląska 2006 – Gliwice. Klasyfikacja indywidualna (celność lądowania): IV miejsce – Danuta Polewska (157 cm). Klasyfikacja kobiet (celność lądowania): I miejsce – Danuta Polewska (157 cm). Klasyfikacja drużynowa (celność lądowania): II miejsce – Aeroklub Gliwicki 1 (Danuta Polewska, Jan Isielenis, Krzysztof Utzig 677 cm).
- 2007 – 26–27 czerwca Spadochronowe Mistrzostwa Śląska 2006 – Gliwice. Klasyfikacja indywidualna (celność lądowania – spadochrony klasyczne): VII miejsce – Danuta Polewska (408 cm). Klasyfikacja drużynowa (celność lądowania – spadochrony klasyczne): II miejsce – Aeroklub Gliwicki (658 cm Irena Paczek–Krawczak, Jan Isielenis, Danuta Polewska).
- 2007 – XXIV Mikołajkowe Zawody Spadochronowe – Wrocław. Klasyfikacja drużynowa (celność lądowania): V miejsce – Danuta Polewska.
- 2008 – 14–15 czerwca Spadochronowe Mistrzostwa Śląska 2008 – Gliwice. Klasyfikacja indywidualna (celność lądowania – spadochrony klasyczne): II miejsce – Danuta Polewska (0,51 m).
- 2009 – 30–31 maja Spadochronowe Mistrzostwa Śląska 2009 – Gliwice. Klasyfikacja indywidualna (celność lądowania – spadochrony klasyczne): VI miejsce – Danuta Polewska (238 cm). Klasyfikacja drużynowa: II miejsce – Aeroklub Gliwicki[21].
- 2011 – 29 maja Spadochronowe Mistrzostwa Śląska 2011 – Gliwice. Klasyfikacja indywidualna (celność lądowania – spadochrony klasyczne): VII miejsce – Danuta Polewska (400 cm). Klasyfikacja indywidualna (celność lądowania – spadochrony szybkie): VI miejsce – Danuta Polewska (8 m)[22].
- 2011 – 1 października w miejscowości Prostějov (Czechy) ustanowiła wraz ze skoczkami spadochronowymi, z Aeroklubu Gliwickiego klubowy rekord w tworzeniu formacji wieloosobowych. Rekord, to formacja zbudowana z 16 skoczków w składzie: Danuta Polewska, Mariusz Bieniek, Zbigniew Izbicki, Krzysztof Szawerna, Bartłomiej Ryś, Michał Marek, Jan Isielenis, Tomasz Laskowski, Joachim Hatko, Tomasz Wojciechowski, Szymon Szpitalny, Mirosław Zakrzewski, Dominik Grajner, Tomasz Kurczyna, Piotr Dudziak, Łukasz Geilke[23].
- 2014 – 31 maja Spadochronowe Mistrzostwa Śląska 2014 – Gliwice. Klasyfikacja indywidualna (celność lądowania – spadochrony klasyczne): VIII-XII Danuta Polewska (400 cm).
- 2015 – 27 września Spadochronowe Mistrzostwa Śląska 2015 – Gliwice. Klasyfikacja indywidualna (celność lądowania – spadochrony klasyczne): IV miejsce – Danuta Polewska (300 cm).
- 2016 – 11 czerwca Spadochronowe Mistrzostwa Śląska 2016 – Gliwice. Klasyfikacja indywidualna (celność lądowania – spadochrony klasyczne): II miejsce – Danuta Polewska (186 cm)[24].
- 2016 – 9 października Speed–Star – Zawody spadochronowe Antek – Gliwicka Gwiazda 2016 – Gliwice. Klasyfikacja zespołowa: II miejsce – Aeroklub Gliwice: Danuta Polewska, Ziemowit Nowak, Paweł Mostowski, Jan Isielenis, Rafał Duda i Robert Krawczak (kamera). Wynik – 69,03.
- 2017 – 30 września II Zawody Speed–Star – Zawody spadochronowe Antek – Gliwicka Gwiazda 2017 – Gliwice. Klasyfikacja zespołowa: II miejsce – Łowcy Szakali – Gliwice: Mariusz Bieniek, Paweł Mostowski, Ziemowit Nowak, Danuta Polewska, Leszek Tomanek i Wojciech Kielar (kamera). Wynik – 53,74.
- 2017 – 28 października Międzynarodowe Zawody Speed-Star – Prostejov (Czechy). Klasyfikacja zespołowa: III miejsce – Łowcy Szakali: Jan Isielenis, Danuta Polewska, Leszek Tomanek, Rafał Duda, Grzegorz Polewski, Paweł Mostowski i Wojciech Kielar (kamera) (skok 1: 12,95 s, skok 2: 18,94 s, skok 3: 19,53 s,skok 4: 22,24 s, suma 73,66 s)[25].
- 2018 – 2 czerwca Spadochronowe Mistrzostwa Śląska 2018 – Gliwice. Klasyfikacja indywidualna (celność lądowania – spadochrony klasyczne): V miejsce – Danuta Polewska (suma 1,11 m).
- 2018 – 29 września III Zawody Speed–Star – Zawody spadochronowe Antek – Gliwicka Gwiazda 2018. Klasyfikacja zespołowa: II miejsce Łowcy Szakali – Gliwice: Danuta Polewska, Leszek Tomanek, Monika Locińska, Paweł Mostowski, Ziemowit Nowak i Tymoteusz Tabor (kamera).
- 2019 – 31 maja SpeedStar Slovakia Open n.g. 10. ročník 2019 – Slavnica (Słowacja). Klasyfikacja zespołowa: I miejsce – Gliwickie Szakale: Danuta Polewska, Mariusz Bieniek, Joachim Hatko, Dominik Grajner, Monika Locińska, Paweł Mostowski, Leszek Tomanek, Szymon Szpitalny i Wojciech Kielar (kamera))[26].
- 2019 – 3 sierpnia Spadochronowe Mistrzostwa Śląska 2019 – Gliwice. Klasyfikacja indywidualna (celność lądowania – spadochrony klasyczne): III miejsce – Danuta Polewska (suma 200 cm).
- 2019 – 28 września Międzynarodowe Zawody Speed-Star – Prostejov (Czechy). Klasyfikacja zespołowa: II miejsce – Łowcy Szakali: Danuta Polewska, Leszek Tomanek, Monika Locińska, Paweł Mostowski, Rafał Duda, Dariusz Nawacki i Tymoteusz Tabor (kamera)[27].
- 2020 – 3 października Międzynarodowe Zawody Speed-Star – Prostejov (Czechy). Klasyfikacja zespołowa: II miejsce – Łowcy Szakali: Danuta Polewska, Leszek Tomanek, Paweł Mostowski, Rafał Duda, Ziemowit Nowak, Michał Marek i Tymoteusz Tabor (kamera)[28][29][30].
- 2021 – 2–3 września Międzynarodowe Zawody Speed-Star – Prostejov (Czechy). Klasyfikacja zespołowa: II miejsce – Łowcy Szakali: Danuta Polewska, Monika Locińska, Paweł Mostowski, Małgorzata Solnica, Paweł Rey, Łukasz Bryła i Tymoteusz Tabor (kamera) (skok 1: 11 pkt, skok 2: 9 pkt, skok 3: 12 pkt, skok 4: 7 pkt, skok 5: 15 pkt, suma: 54 pkt)[31].
- 2022 – 26–27 maja SpeedStar 8way sequential (optional) Slavnica 2022. Klasyfikacja zespołowa: I miejsce – Szybkie Szakale: Mariusz Bieniek, Grzegorz Cichy, Joachim Chatko, Szymon Szpitalny, Rafał Duda, Dominik Grajner, Danuta Polewska, Jozef Just, Wojciech Kielar (kamera)[32][33].
- 2022 – 30 września–1 października Międzynarodowe Zawody Speed-Star – Prostejov (Czechy). Klasyfikacja zespołowa: I miejsce – Szybkie Szakale: Mariusz Bieniek, Joachim Hatko, Bartłomiej Ryś, Szymon Szpitalny, Paweł Rey, Danuta Polewska, Wojciech Kielar (kamera)[34][35][36].
- 2023 – 4 czerwca SpeedStar Slovakia Open Slavnica 2023. Klasyfikacja zespołowa: II miejsce – Wstrząśnięci i Zmieszani: Mariusz Bieniek, Joachim Hatko, Rafał Duda, Danuta Polewska, Monika Locińska, Robert Okseniuk, Artur Paszek, Taras Wozviuk, Wojciech Kielar (kamera)[37][38].

## Galeria

Danuta Polewska
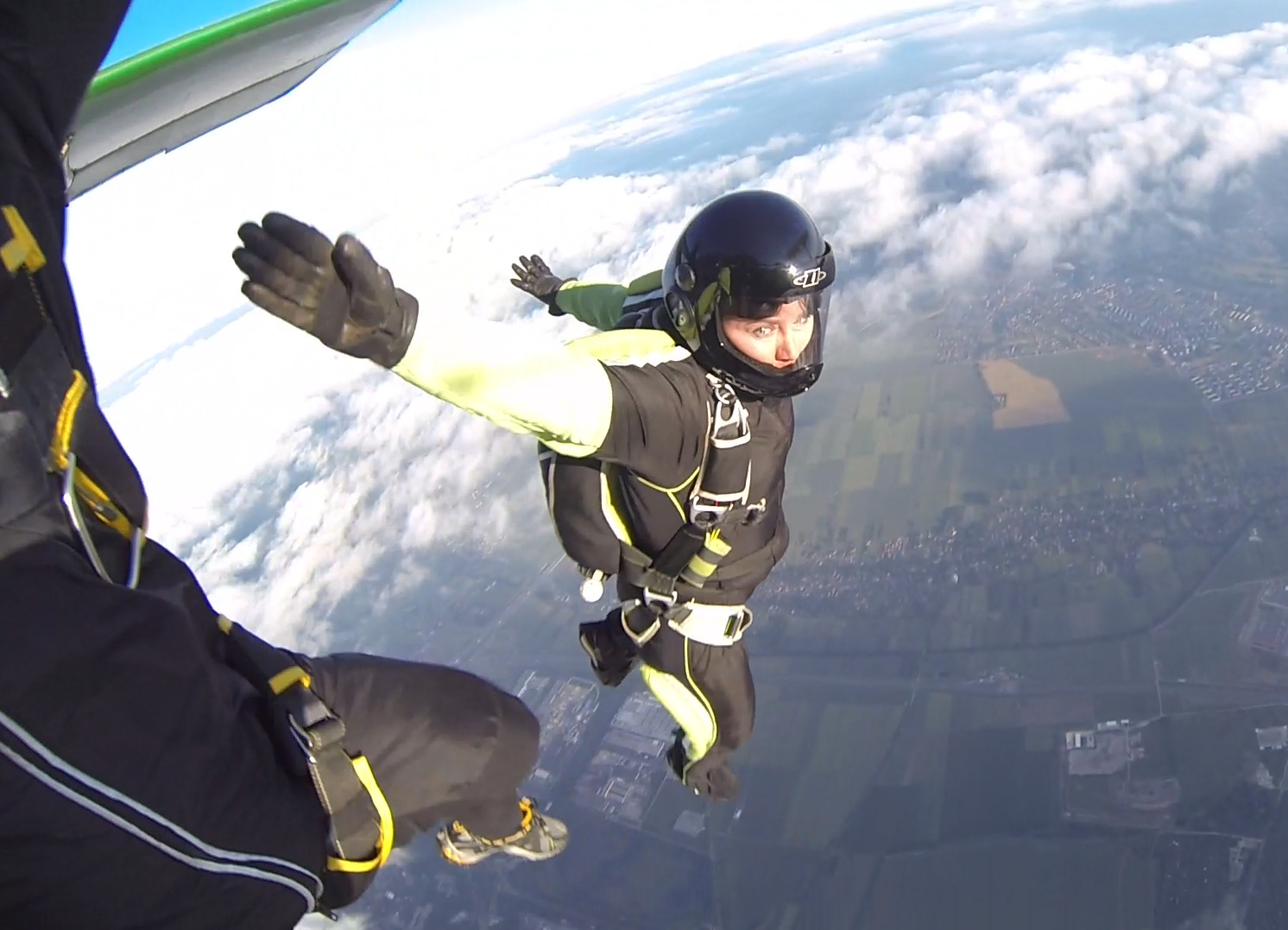
Nad gliwickim lotniskiem (listopad 2013)
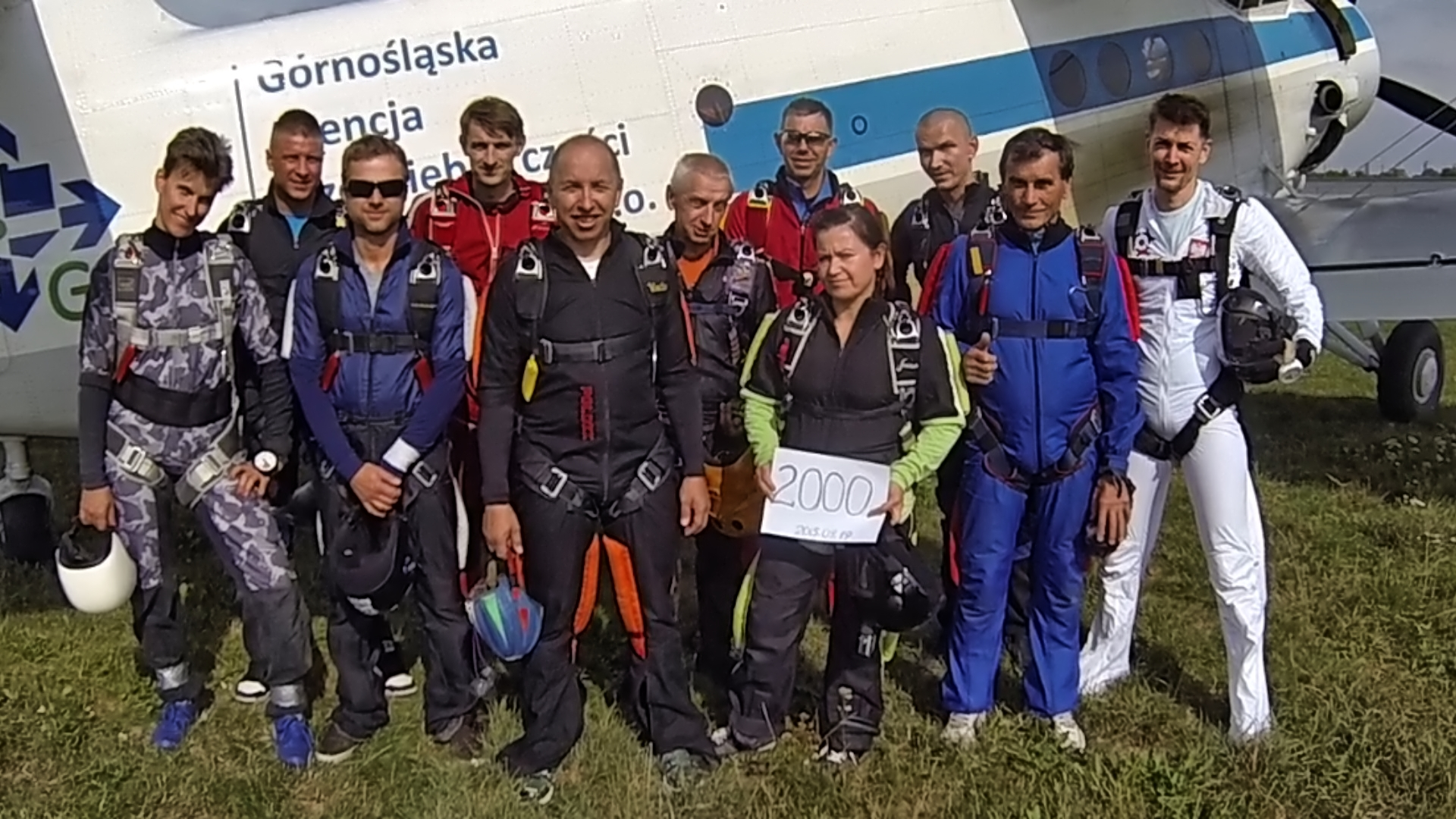
2000. skok spadochronowy (wrzesień 2015)
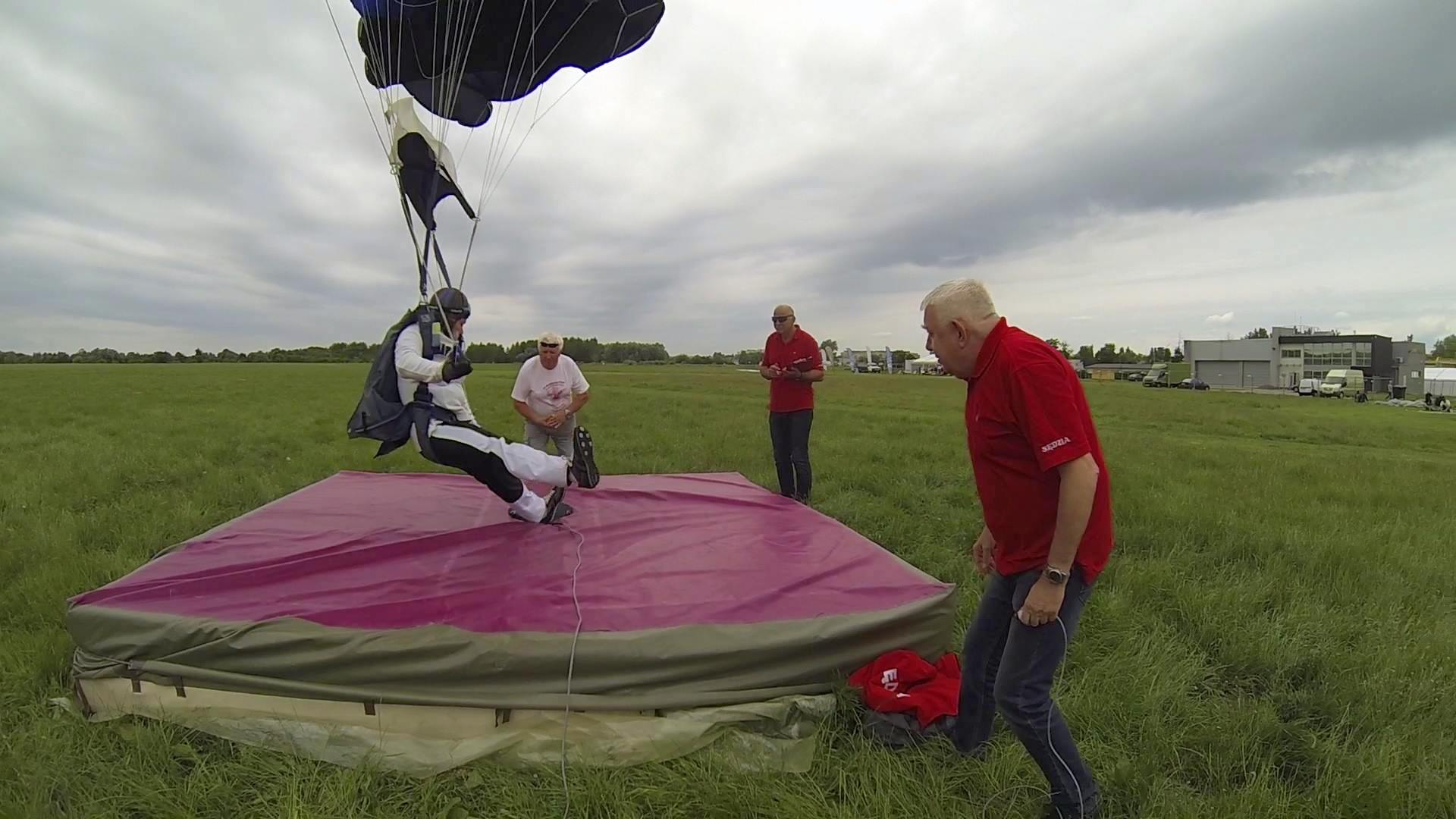
Lądowanie w centro, Spadochronowe Mistrzostwa Śląska 2016 (czerwiec 2016)